# Marriage A-la-Mode (Hogarth)
Marriage A-la-Mode è una serie di sei quadri di William Hogarth. Dipinti tra il 1743 e il 1745, intendono raffigurare in maniera ironica la società inglese del XVIII secolo, in particolare mettendo alla berlina i risultati disastrosi di un matrimonio di interesse.
Le immagini sono conservate alla National Gallery di Londra.
Questa serie non ha ricevuto lo stesso successo delle altre serie di ispirazione morale dipinte da Hogarth, La carriera di una prostituta (1732) e A Rake's Progress (1735), e quando i quadri furono venduti nel 1751, fu per una somma molto più bassa di quella che l'artista aveva sperato.
I diversi commentatori hanno usato una varietà di nomi per i singoli dipinti, ma poiché i dipinti sono attualmente nella National Gallery, qui vengono usati i nomi dati dal Museo.

## Panoramica
Nel Marriage A-la-Mode Hogarth sfida la visione tradizionale secondo cui i ricchi vivono vite virtuose e si prende gioco dei matrimoni combinati. In ogni quadro, Hogart mostra la giovane coppia, i loro famigliari e conoscenti dare il loro peggio. Nonostante lo scarso successo ottenuto al momento della vendita questa serie è considerata da alcuni come il suo miglior progetto e il miglior esempio dei suoi cicli pittorici a soggetto.
- Nel primo quadro della serie, The Marriage Settlement (il nome sulla sua cornice), chiamato Il contratto di matrimonio di Hogarth, mostra un matrimonio combinato tra il figlio del fallito Conte di Squanderfield (alla lettera: "scialacqua-campi") e la figlia di un mercante di città, ricco ma avaro. La costruzione della nuova dimora del conte, visibile attraverso la finestra, è stata interrotta, evidentemente per mancanza di denaro, e al tavolo centrale un usuraio, tra i due futuri consuoceri, negozia il prestito per la ripresa dei lavori. Il gottoso Conte indica con orgoglio un'immagine del suo albero genealogico, che lo vuole discendente di Guglielmo il Conquistatore. Il figlio si guarda allo specchio e prende tabacco da una scatoletta, mostrando il suo disinteresse alla faccenda che lo riguarda. La figlia del mercante viene consolata dall'avvocato Silvertongue mentre lucida la sua fede nuziale. Perfino le facce sui muri sembrano avere dei dubbi. Due cani incatenati e allo stesso tempo indifferenti l'uno all'altro sembrano richiamare il destino della giovane coppia.
- Nel secondo, The Tête à Tête (il nome sulla sua cornice), chiamato anche Poco dopo il matrimonio, si vedono le prime avvisaglie che il matrimonio sta fallendo. Dopo quello che potrebbe esser stato un ricevimento (si veda lo spartito a terra), marito e moglie sembrano reciprocamente disinteressati. Un cagnolino trova un berretto da donna nella tasca del cappotto del marito, indicando il suo adulterio. Una spada spezzata ai suoi piedi mostra che è stato coinvolto in una rissa. Anche la postura della moglie indica che anche lei è infedele al marito. Il disordine della casa e il servitore che tiene in mano una pila di fatture non pagate mostra che gli affari della famiglia sono un disastro.
- Il terzo della serie, The Inspection (il nome sulla sua cornice), chiamato La visita al dottore ciarlatano di Hogarth, mostra lo sposo che visita un ciarlatano con una giovane prostituta. Secondo un'interpretazione, il visconte, insoddisfatto delle pillole di mercurio destinate a curare la sua sifilide, chiede un rimborso mentre la giovane prostituta accanto a lui si asciuga una ferita aperta sulla bocca, un primo sintomo di sifilide. Ma secondo l'analisi di Judy Egerton, curatrice della mostra alla National Gallery, l'interpretazione potrebbe essere diversa: il visconte ha portato la prostituta dal medico perché crede di averla infettata con la sifilide (si veda la macchia scura sul collo e mento del visconte nei primi quadri). La donna con il coltello è la madre della ragazza, che finge di adirarsi per inscenare un ricatto contro il visconte: la ragazza aveva già la malattia, perché non era il suo primo "protettore" o perché l'aveva contratta dal padre, che è il dottore ciarlatano.[4]
- Nel quarto, The Toilette (il nome sulla sua cornice), è chiamato anche Il risveglio mattutino della contessa. Già dal titolo si capisce che Squanderfield è morto quindi ha passato il titolo al figlio, e la nuora è diventata contessa oltre che madre (tiene in mano un oggetto interpretato come un giocattolo). Mentre un cantante e un flautista si esibiscono davanti a degli ospiti, la contessa si siede con le spalle a tutti i presenti, ignorandoli, mentre un servo le acconcia i capelli. L'avvocato Silvertongue, già incontrato nel primo dipinto del ciclo, è adagiato accanto alla contessa, suggerendo l'esistenza di una relazione fra di loro. Questo aspetto è sottolineato dal bambino davanti alla coppia, che indica le corna sulla statua di Atteone. I dipinti sullo sfondo includono la storia biblica di Lot e delle sue figlie, Giove e Io, e lo stupro di Ganimede.[5] L'Atteone e molte altre figurine sono state messe all'asta. Tali dipinti mostrano l'africano, che si presume sia un adoratore e cacciatore di feticcio selvatico, ora modellato in un'icona di stile cortese.[6]
- Nel quinto dipinto, Il Bagnio (il nome sulla sua cornice, in italiano), chiamato anche L'uccisione del conte da parte di Hogarth, il conte ha colto sua moglie in un bagno con l'avvocato Silvertongue, molto probabilmente dopo un ballo in maschera (una maschera e altri panni si vedono davanti al camino acceso), ma viene ferito a morte da quest'ultimo. Mentre la moglie chiede perdono al marito colpito, l'assassino in camicia da notte si dilegua dalla finestra. A destra tre figure, interpretabili come poliziotti chiamati per la rissa, provano ad entrare.
- Infine, nel sesto dipinto, The Lady's Death (il nome sulla sua cornice), chiamato anche Il suicidio della contessa da Hogarth,  la contessa si avvelena, dopo che il suo amante è stato impiccato a Tyburn per aver ucciso suo marito. I due uomini che parlano al centro potrebbero star litigando perché uno di loro ha passato il veleno alla donna. Il mercante ormai impoverito (si guardi il cane emaciato che ruba dalla tavola una testa di maiale, cibo di poco conto) e addolorato dal fallimento del matrimonio combinato, le prende l'anello dalla mano. Si noti come la figlia neonata della contessa, che abbraccia la madre morente, non solo abbia dei tutori alle gambe, che sporgono dall'abitino (servivano a raddrizzare le gambe deformate dal rachitismo, che anche il padre sembra avere esili nel primo dipinto, o le tibie "a scimitarra" causate da sifilide congenita), ma soprattutto abbia la stessa macchia del padre, indice di sifilide o tubercolosi cutanea, per cui difficilmente vivrà a lungo, vanificando ulteriormente le conseguenze economiche del matrimonio dei genitori.

## Ricezione del pubblico
- The Clandestine Marriage, fu un'opera teatrale del 1766 ispirata alla serie di Hogarth.
- Il romanzo Le memorie di Barry Lyndon di William Makepeace Thackeray del 1844 menziona la serie di Hogarth. La stessa trasposizione cinematografica del 1975, di Stanley Kubrick si ispira nella fotografia a Hogrth.[7][8]